# Dumitru Micu
Dumitru Micu, născut Dumitru Chiș (n. 8 noiembrie 1928, Bârsa, România – d. 17 iunie 2018, București, România) a fost un istoric și critic literar român.